# Teschendorf (Fehmarn)
Teschendorf liegt auf der Ostseeinsel Fehmarn. Es ist ein Ortsteil der Stadt Fehmarn, die sich im Kreis Ostholstein, Schleswig-Holstein befindet. Die nächstgrößere Gemeinde ist Burg auf Fehmarn, sie liegt etwa vier Kilometer östlich. Teschendorf liegt rund einen Kilometer von Landkirchen auf Fehmarn, dem Mittelpunkt der Insel, entfernt.